# Campionato sloveno femminile di pallavolo
Il campionato sloveno di pallavolo femminile è un insieme di tornei pallavolistici per squadre di club slovene, istituiti dalla Federazione pallavolistica della Slovenia.

## Struttura
- Campionati nazionali professionistici:

1. DOL: a due gironi, partecipano sedici squadre.
- Campionati nazionali non professionistici:

2. DOL: a due gironi, partecipano sedici squadre.
3. DOL: a due gironi, partecipano fino a ventiquattro squadre.